# Lemud
Lemud ist eine französische Gemeinde mit 524 Einwohnern (Stand 1. Januar 2022) im Département Moselle in der Region Grand Est (bis 2015 Lothringen). Sie gehört zum Arrondissement Metz.

## Geographie
Lemud liegt in Lothringen, links von  der Französischen Nied, 16 Kilometer südöstlich von Metz und sechs Kilometer südlich von Pange, auf einer Höhe zwischen 216 und 242 m über dem Meeresspiegel. Das Gemeindegebiet umfasst 4,21 km².

## Geschichte
Das Dorf hieß in früheren Zeiten auch Le Mud oder Le Moeud. Die Ortschaft gehörte einst zur Grafschaft Bar.
Die Familie George war die letzte Herrschaft im Dorf vor der Französischen Revolution. Das Wappen der Familie ist heute das Gemeindewappen von Lemud.
Durch den Frankfurter Frieden vom 10. Mai 1871 kam die Region an das deutsche Reichsland Elsaß-Lothringen, und das Dorf wurde dem Landkreis Metz im Bezirk Lothringen zugeordnet. Die Dorfbewohner betrieben Getreide-, Kartoffel- und Gemüsebau.
Nach dem Ersten Weltkrieg musste die Region aufgrund der Bestimmungen des Versailler Vertrags 1919 an Frankreich abgetreten werden. Im Zweiten Weltkrieg war die Region von der deutschen Wehrmacht besetzt.
Im 19. Jahrhundert wurde im Deutschen auch der Ortsname Mud benutzt, der 1915–1919 wieder eingeführt wurde. 1940–1944 trug der Ort den eingedeutschten Namen Ulmen.

### Demographie
| Jahr      | 1962 | 1968 | 1975 | 1982 | 1990 | 1999 | 2007 | 2019 |
| Einwohner | 146  | 167  | 198  | 322  | 323  | 297  | 304  | 527  |

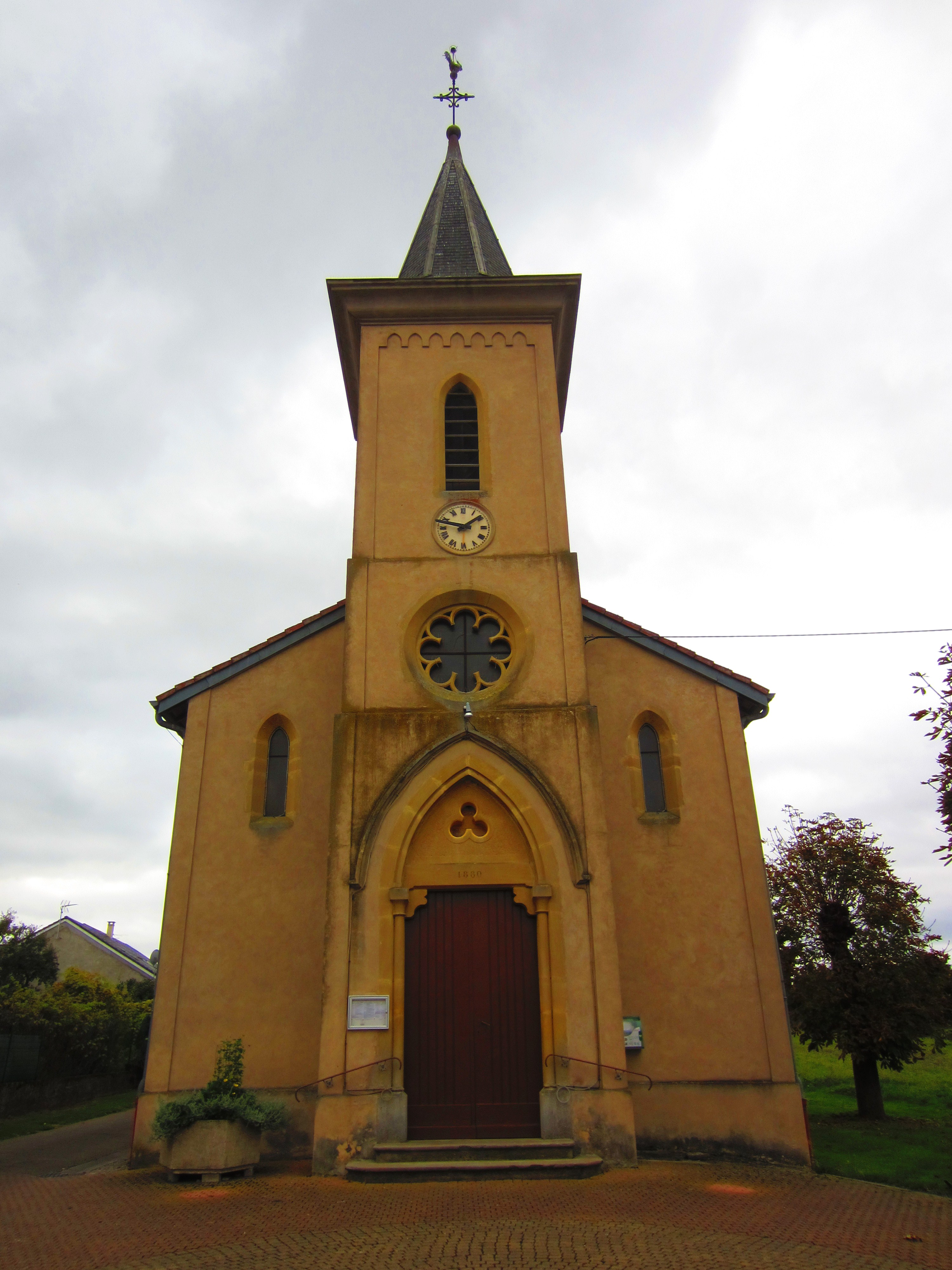
Kirche St. Félicité
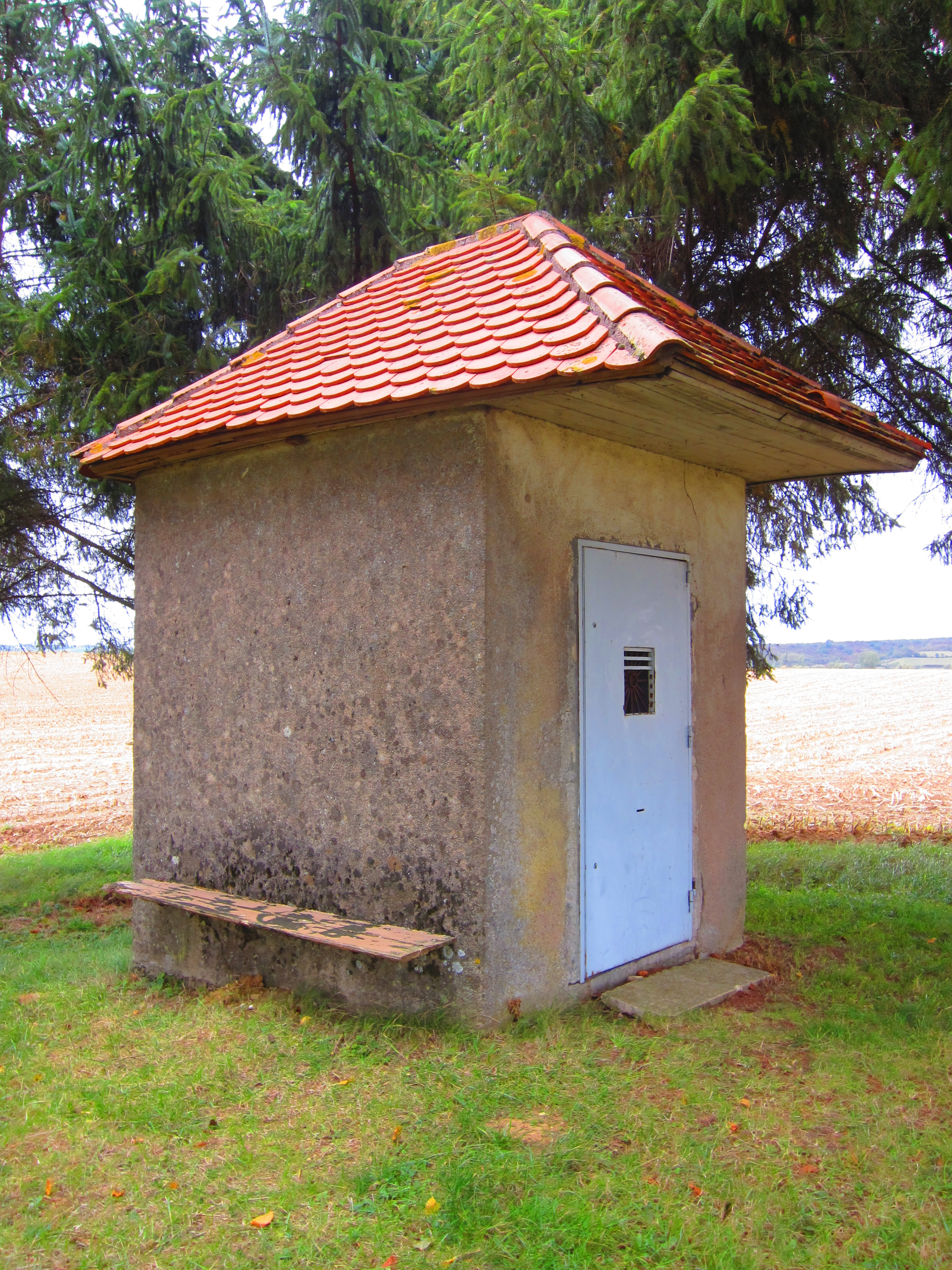
Kapelle Notre-Dame